# Anya Forger
(Frase tipica di Anya)
Anya Forger (アーニャ・フォージャー?, Ānya Fōjā) è un personaggio immaginario creato da Tatsuya Endo e una dei protagonisti del manga Spy × Family. È una bambina telepate adottata all'inizio della serie dal protagonista, Loid Forger.
Nei doppiaggi originali è interpretata da Atsumi Tanezaki, nell'adattamento italiano invece da Valentina Pallavicino. Anya è stata accolta positivamente dalla critica e dal pubblico grazie alle sue espressioni facciali e la sua personalità, diventando la mascotte dell'opera e protagonista di diverso Merchandising.

## Concezione e sviluppo
Anya è stata creata da Tatsuya Endo per il manga Spy × Family. L'autore decise di basarsi su due suoi personaggi precedenti: Ashe di Rengoku no Ashe e Misha di Ishi ni Usubeni, Tetsu ni Hoshi. Nonostante Endo abbia sempre avuto l'idea che Loid doveva adottare un bambino con dei superpoteri, la telepatia venne scelta molto avanti nello sviluppo, realizzando in seguito il potenziale comico di tale potere. Nella stesura originale i dialoghi di Anya sono scritti solo in hiragana, senza l'utilizzo di kanji, per sottolineare il suo modo infantile di parlare.

### Design

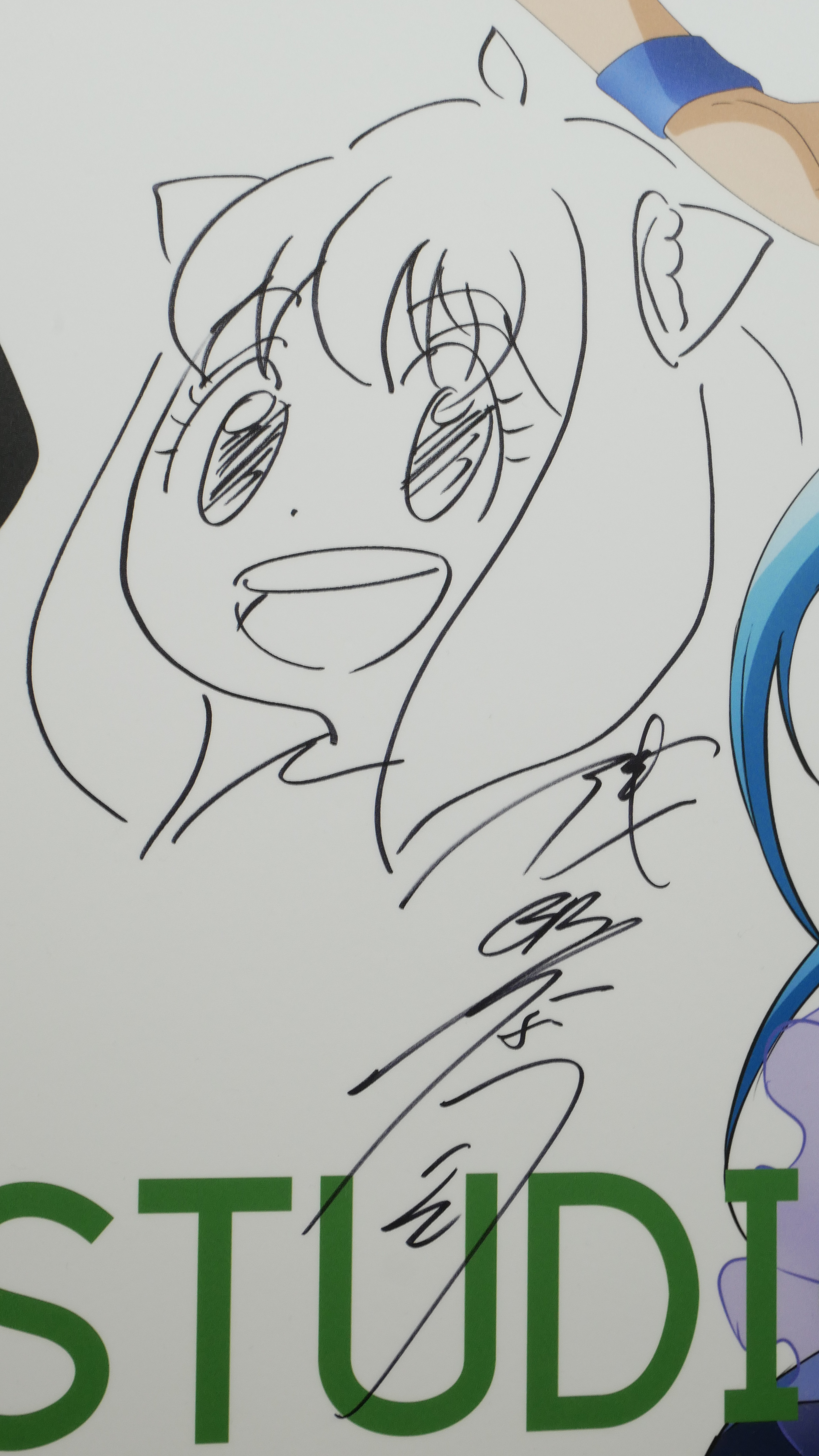
Bozzetto di Anya fatto da Wit Studio.

Diversi bozzetti e design sono stati creati per il personaggio. Inizialmente Anya doveva essere molto più grande e seria. L'autore voleva soprattutto dare enfasi sui suoi capelli, provando diversi accessori come fasce, boccoli o code di cavallo. Alla fine optò per delle piccole corna che, secondo Endo, dovevano dare una sensazione simili a dei "ricettori" o "antenne" per la sua telepatia.

### Doppiaggio
La doppiatrice di Anya nell'adattamento animato dell'opera è Atsumi Tanezaki. Endo partecipò personalmente alle audizioni per il personaggio. Molte doppiatrici provarono una voce descritta dall'autore come "voce carina per una bambina", ma Endo non era soddisfatto. Quando arrivò il turno di Tanezaki, dopo qualche aggiustamento consigliato dal direttore Kazuhiro Furuhashi, voleva urlare "Ci siamo!" da quanto fosse perfetta per il ruolo. Mentre doppia Anya, Tanezaki cerca di enfatizzare la "u" anche quando dovrebbe essere silenziosa e dà il massimo quando il personaggio deve esprimere gioia o felicità.
Nel doppiaggio italiano è doppiata da Valentina Pallavicino.

## Biografia del personaggio
Anya, prima di finire all'orfanotrofio, era una paziente soggetta a esperimenti chiamata "Soggetto 007" (被検体007?, Hikentai Zero Zero Sebun) a causa della sua telepatia. Venne adottata da diverse famiglie, ma sempre ritornata all'orfanotrofio. Per farsi adottare da Loid Forger, finse di avere sei anni, nonostante ne abbia in verità cinque. Grazie alla sua abilità, Anya scopre presto la vera identità del padre e della madre, ma preferisce non rivelare niente a nessuno per paura di essere di nuovo abbandonata.
Viene iscritta dal padre all'Eden College dove cerca di fare amicizia con Damian Desmond per il bene dell'Operation Strix, ma fallisce e viene esclusa da tutta la classe meno Becky Blackbell, che diventa sua amica. Anya è completamente ignara che in verità Damian prova dei sentimenti per lei e tenta comunque di approcciarlo, nonostante i continui rifiuti, per il bene dell'operazione del padre. Un'altra via per completare la missione è che Anya collezioni delle "Stelle", meriti del college che permettono alla famiglia dello studente, una volta collezionate otto, di accedere a raduni privati per le classi elevate. Attualmente Anya ne ha collezionate tre.

### Poteri e abilità
Il principale potere di Anya è la telepatia. Lei può leggere la mente delle persone che le stanno attorno, tuttavia ha dei limiti: non può leggere la mente di troppe persone contemporaneamente, causandole sangue dal naso, e i suoi poteri non funzionano durante un novilunio. È l'unica a conoscenza del potere di Bond Forger di prevedere il futuro, che di solito sfruttano assieme alla sua telepatia.
Anya detesta studiare a causa dei traumi subiti durante gli esperimenti, rifiutandosi spesso e copiando usando i suoi poteri, tuttavia sembra essere portata per la letteratura classica. Anya comunque è una bambina coraggiosa e aiuta spesso di nascosto i suoi genitori.

## Altri media
Anya è la protagonista del videogioco spin-off Spy × Anya: Operation Memories.
Al di fuori del franchise di origine, Anya è apparsa nei videogiochi: Monster Strike, Tower of Saviors, Puzzle & Dragons e Shadowverse.

## Accoglienza

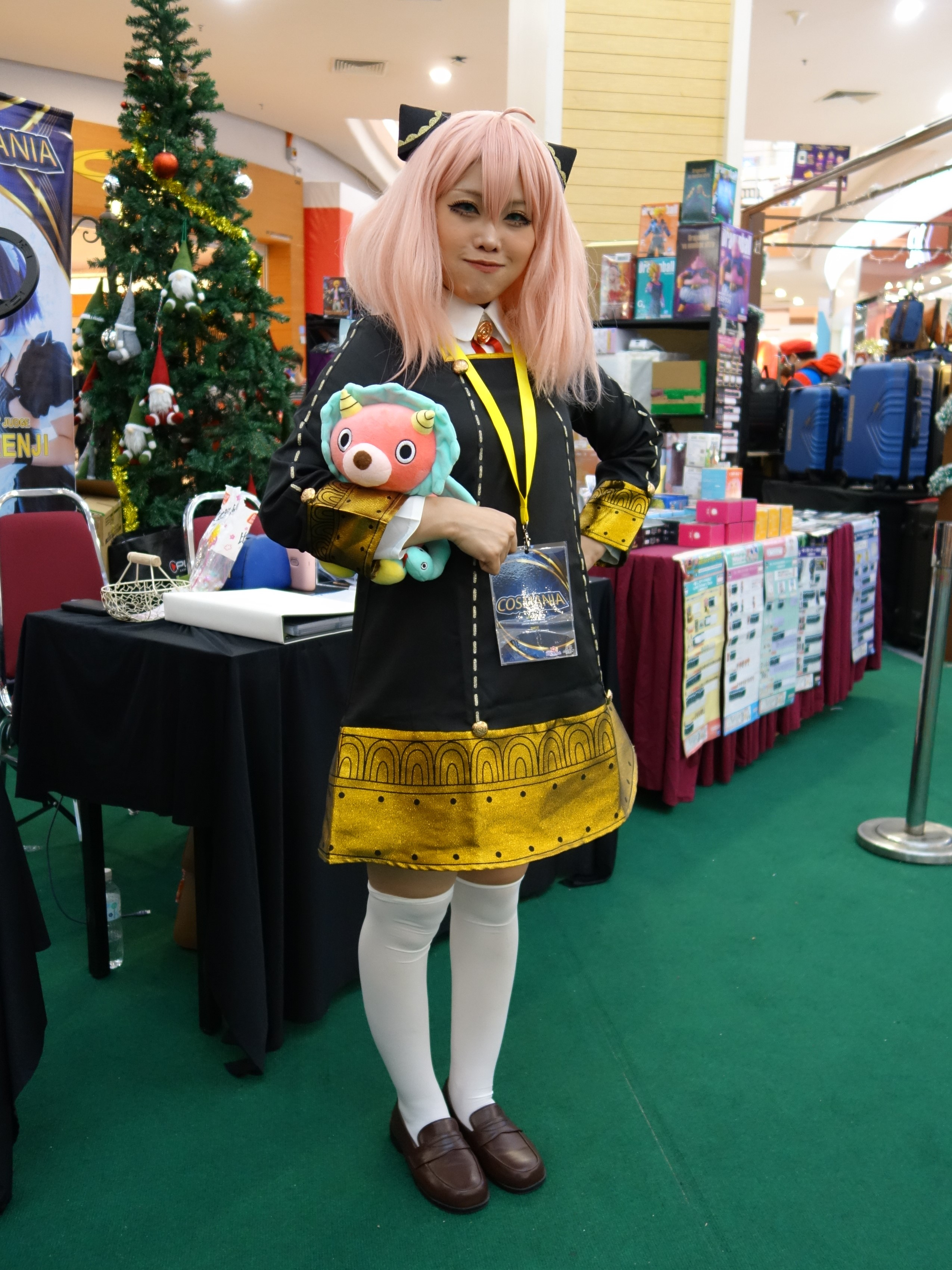
Cosplayer di Anya Forger al Cosmania I.

### Popolarità
Fin dalla sua introduzione, Anya è diventata uno dei personaggi più popolari dell'opera. Nel 2022 Anya è arrivata 4ª tra le tendenze principali della Generazione Z in Giappone. Nello stesso sondaggio una delle sue frasi a effetto, "Ad Anya piacciono le noccioline" (アーニャピーナッツが好き?, Ānya pīnattsu ga suki), è arrivata 1ª. Ai Newtype Anime Award del 2022 Anya è arrivata 1ª come "miglior personaggio mascotte". Ai Crunchyroll Anime Awards del 2023 Anya è arrivata 1ª come "miglior personaggio secondario" e come "personaggio da proteggere a tutti i costi". Nell'edizione del 2024 ha vinto di nuovo "personaggio da proteggere a tutti i costi".

### Critica
Anya è stata accolta positivamente dalla critica. Antonio Mireles di The Fandom Post discutendo dei primi 10 capitoli descrive Anya come una "normale bambina che è viene intrattenuta dai suoi genitori adottivi" e come il personaggio "che i lettori ameranno perché è troppo adorabile". Morgana Santilli di The Beat definisce Anya "la star della serie" e pensa che sia proprio "la sua faccia da bambina con occhi giganti" a permettere tali "espressioni facciali estreme". Hannah Collins di Comic Book Resources elogia le espressioni facciali dei personaggi, soprattutto quelle di Anya, dicendo che "ruba (la scena) in ogni pagina in cui appare".
Dee di Anime Feminist elogia anche lei le espressioni di Anya e l'interpretazione di Atsumi Tanezaki. Rafael Motamayor di IGN paragona Anya a Baby Sinclair della serie animata I dinosauri definendola "l'adorabile bambina che ruba la scena ogni volta che appare", ma che al contrario di Baby Sinclair "non annoia mai", anzi migliora gli episodi.

## Influenza culturale

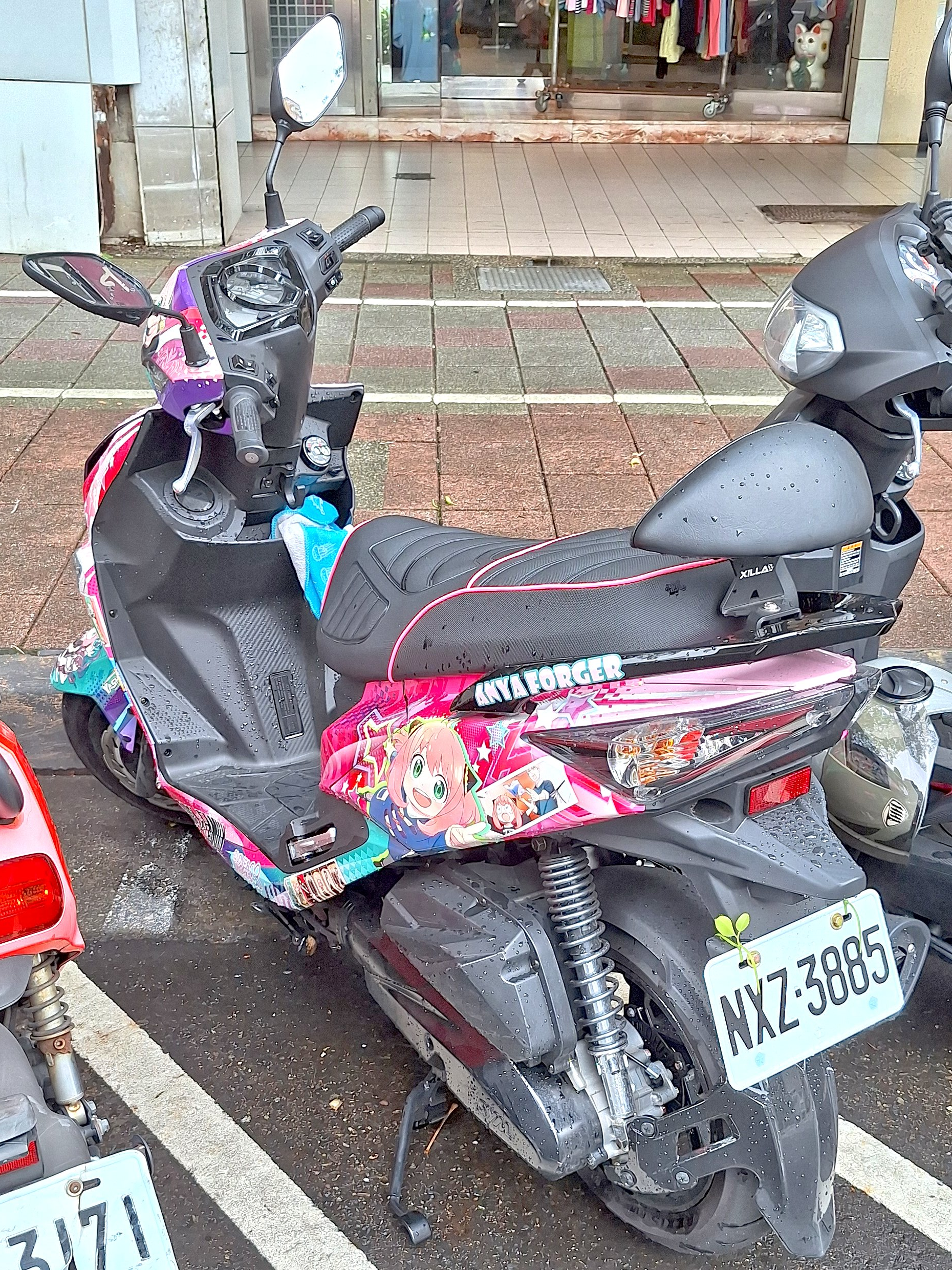
Moto decorata con sticker di Anya.

Il 7 ottobre 2022 i produttori musicali dell'adattamento animato, (K)NoW_NAME, distribuirono un video musicale dedicato interamente al personaggio. Anya è subito diventata un popolare meme di Internet per le sue estreme espressioni facciali. È diventata virale anche la scena in cui Anya tira un pugno a Damian. Molto spesso il personaggio viene editato dai fan all'interno di altre opere come Jujutsu kaisen - Sorcery Fight o Chainsaw Man.

### Merchandising
Anya viene spesso usata nel Merchandising della serie. Nel giugno 2022 è stato distribuito un Tamagotchi dedicato a lei. Nel 2023 Anya ha ricevuto anche capi di vestiario prodotti dalla Uniqlo. Varie statuine con lei protagonista sono state distribuite, tra cui alcune cross-over con altri brand come One Piece, Dragon Ball, Pokémon e i film dello Studio Ghibli.